# Dickson Nurseries

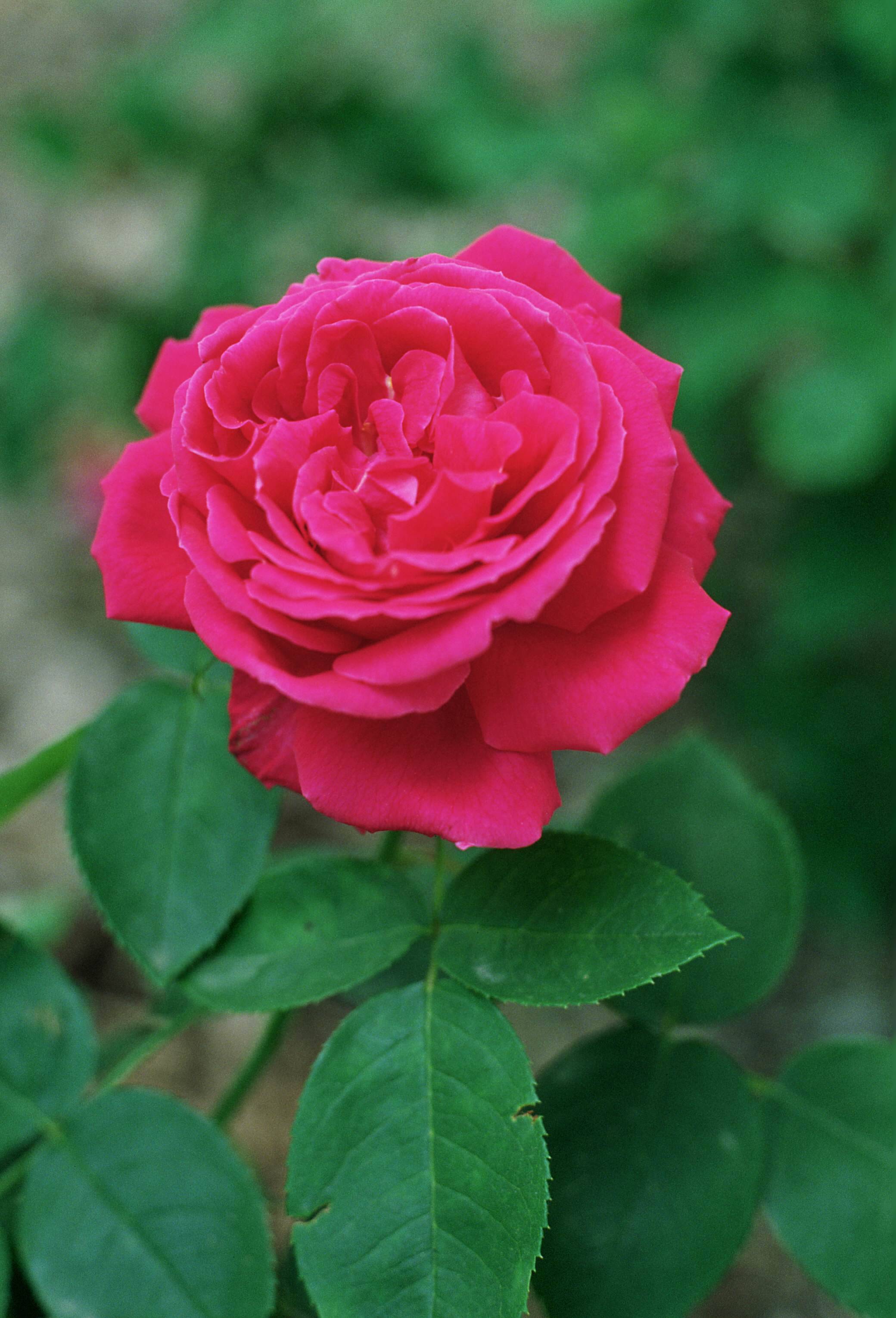
'Tom Wood', hybride perpétuel 1896

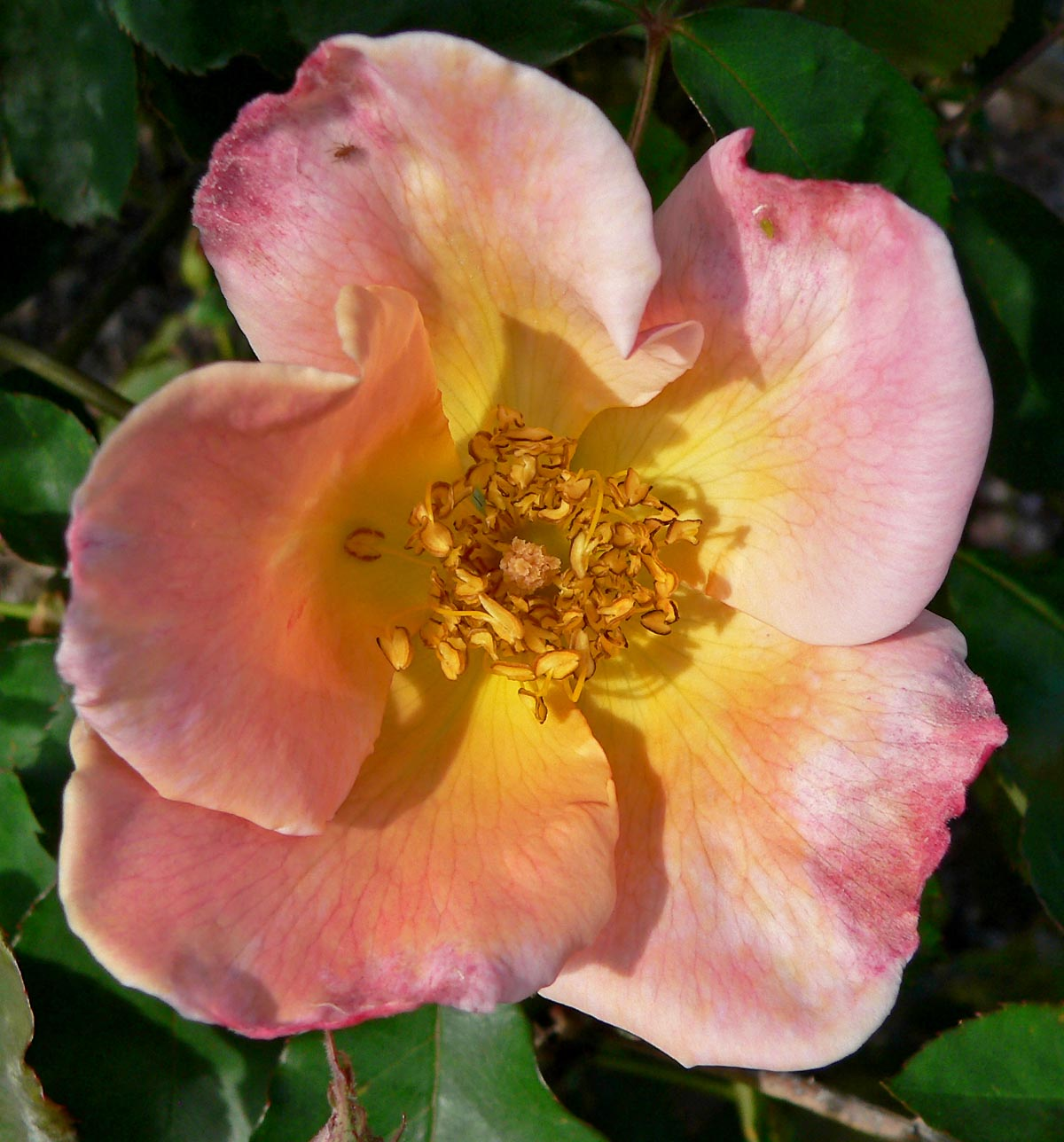
'Irish Elegance', 1905

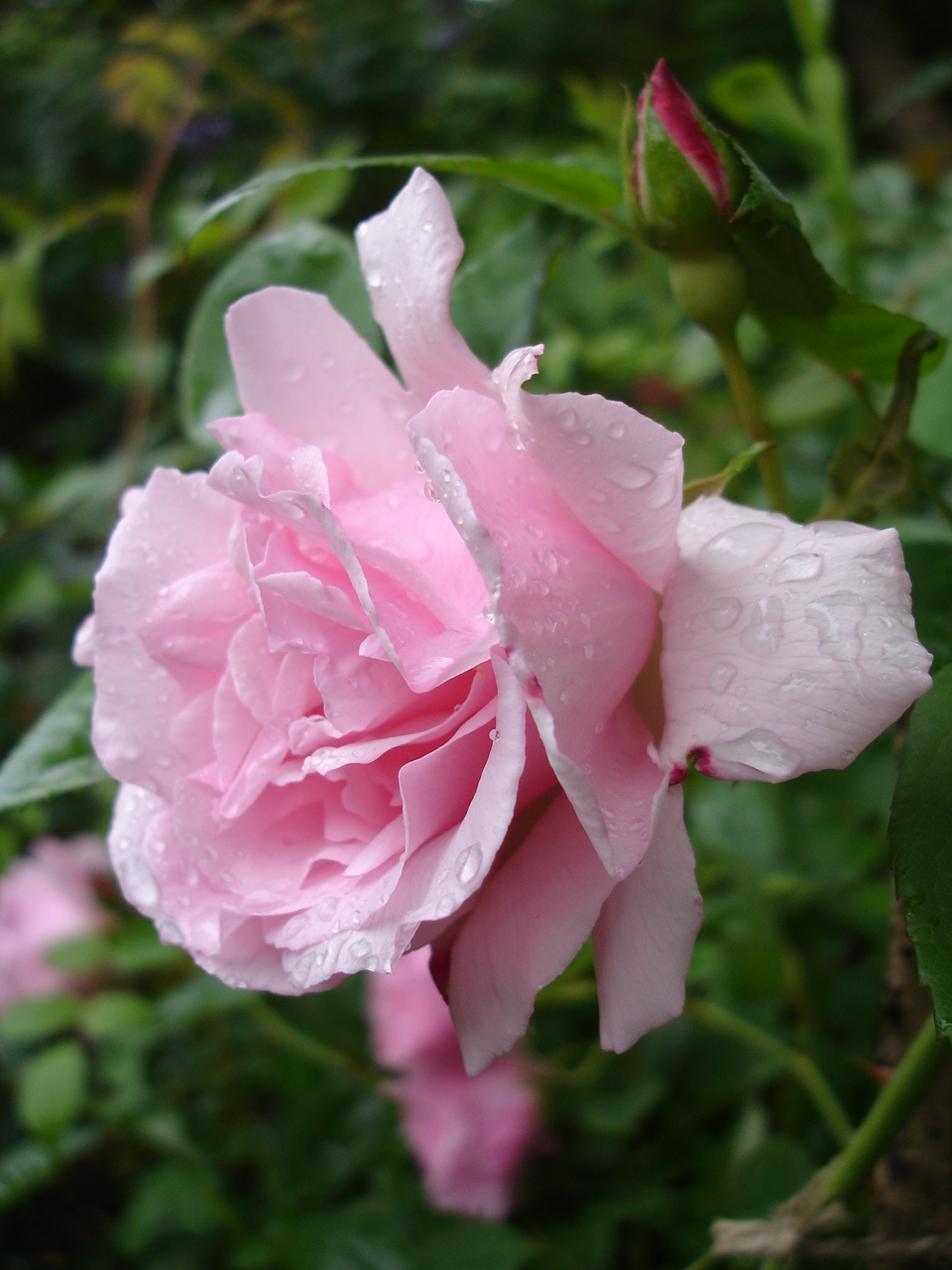
'Kathleen Harrop', 1919

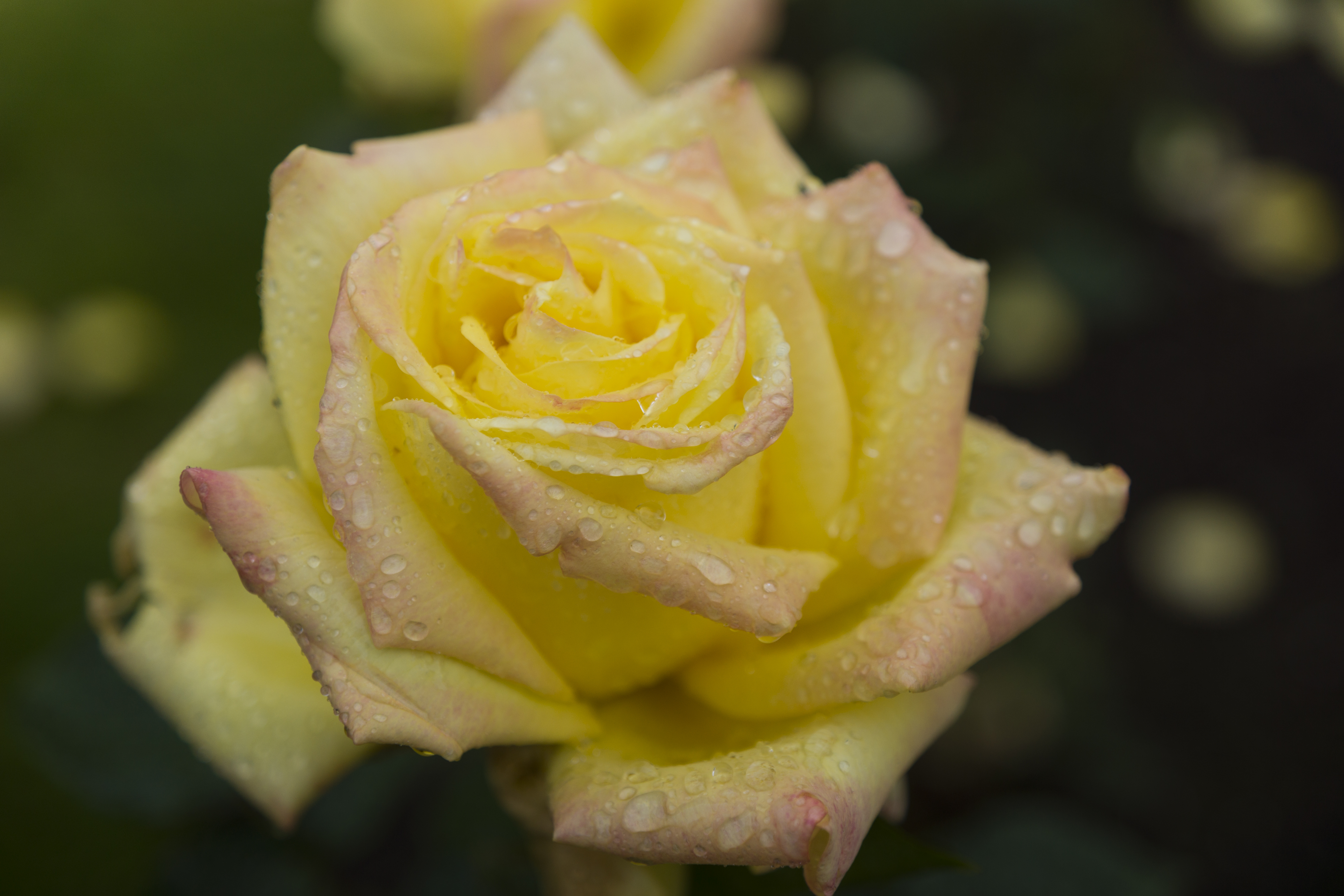
'Grandpa Dickson' 1966

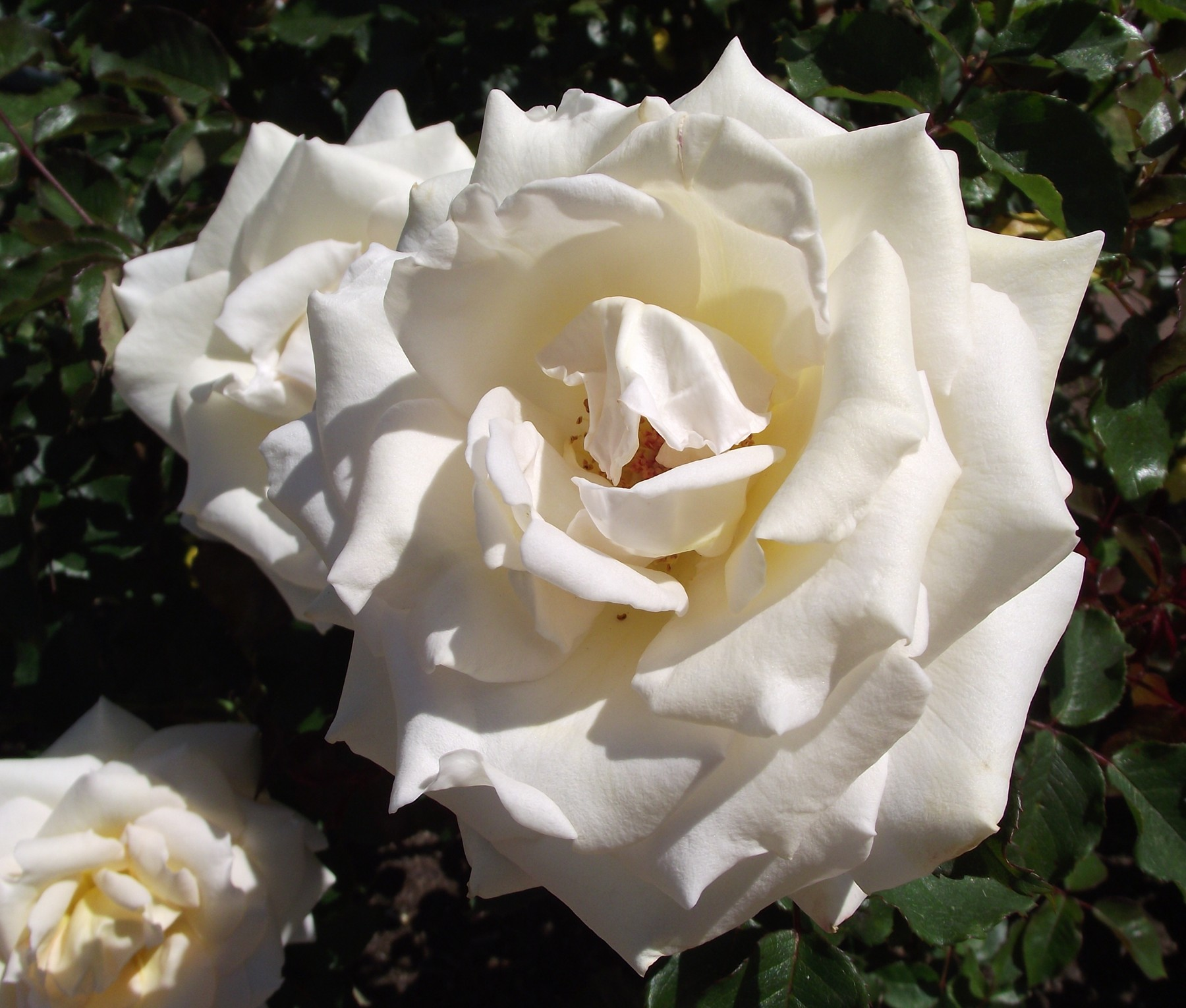
'Whisper', 2002

La maison Dickson Nurseries est une pépinière de roses familiale à l'origine de nombreux cultivars de rosier. Elle se trouve en Irlande du Nord à Newtownards (County Down).

## La compagnie
La maison a été fondée en 1836 par Alexander Dickson (1801-1880). Ses fils Hugh (vers 1831-1904) et George Ier (1832-1914) se sont également voués à l'obtention de roses. La maison prend au début le nom d'« Alexander Dickson and Sons ». Une maison séparée, « Royal Nurseries », est fondée par Hugh en 1869. Avec l'aide des fils de George, Alexander II (1857-1949) et George II, ils commencent à élever des roses à la fin des années 1870. La maison-mère change son nom en « Dicksons of Hawlmark », puis devient « Dickson Nurseries » quand elle déménage de Hawlmark à Milecross Road, Newtownards, en 1969.

## Obtenteurs
Les Dickson se font connaître à l'exposition de la National Rose Society de 1886 à Londres en montrant deux hybrides perpétuels et un hybride de thé ('Earl of Dufferin', 'Lady Helen Stewart' et 'Ethel Brownlow') qui retiennent l'attention des connaisseurs. Plus tard, ils donnent naissance à des cultivars fameux comme celui de 'George Dickson' de couleur rose carmin, l'hybride de thé 'Mrs W. J. Grant' (1892) de couleur rose impérial, ou l'hybride perpétuel de couleur rouge cerise, 'Tom Wood' (1896).
Alexander II Dickson travaille pour la maison familiale de 1872 à 1930, devenant l'obtenteur le plus prolifique de la maison (242 roses). L'on peut se souvenir de ses séries irlandaises d'hybrides de thé à fleur solitaire, conçues entre 1900 et 1914 (par ex. 'Irish Elegance' en 1905); de 'George Dickson' (1912); de 'Kitchener of Khartoum' et de 'Kootenay' (1917); de 'Kathleen Harrop' (1919); et de 'Dame Edith Helen'.
Alexander III (1893-15 octobre 1975) succède à son père Alexandre II et conçoit 57 succès dont 'Sir Winston Churchill' (1955), 'Red Devil' (1965) et 'Nana Mouskouri' (1975), bien que sa carrière ait été freinée par la Seconde Guerre mondiale.
À partir de 1957, c'est Alexander Patrick (1926-2012, appelé Patrick) qui prend les rênes avec l'obtention de 156 roses, dont 'Sea Pearl' (1964), 'Grandpa Dickson' (1966), 'Redgold' (1967) et la célèbre 'Elina' (1983), rose favorite du monde en 2006.
Colin Dickson (né en 1956), rosiériste de la sixième génération, est désormais le sélectionneur principal de la maison, pour laquelle il travaille depuis 1977. Parmi les cultivars récents, l'on peut citer 'Beautiful Britain' (1983), 'Freedom' (1984), 'Sweet Magic' (1996), 'Irish Eyes' (2000) et 'Whisper' (2002).

## Distinctions
Un grand nombre de cultivars de rosiers créés par la famille Dickson sont connus dans le monde entier et beaucoup ont reçu des prix. L'on peut distinguer:
GM - Gold Medal; PIT - President's International Trophy (Grande-Bretagne)
| Nom                     | Type           | Couleur    | Date   | Prix                                                                         | Photo |
| ----------------------- | -------------- | ---------- | ------ | ---------------------------------------------------------------------------- | ----- |
| 'Elina'                 | Hybride de thé | jaune pâle | 1984   | New Zealand Gold Star of the South Pacific 1987; Rose favorite du monde 2006 |       |
| 'Freedom'               | Hybride de thé | jaune      | 1984   | RNRS GM 1983; Médaille d'or de La Haye 1992                                  |       |
| 'Kitchener of Khartoum' | Hybride de thé | rouge      | 1917   | RNRS GM 1916                                                                 |       |
| 'Red Devil'             | Hybride de thé | rouge      | < 1965 | Médaille d'or du Japon GM 1967; Belfast GM 1969; Portland GM 1970            |       |
| 'Red Planet'            | Hybride de thé | rouge      | 1970   | PIT & RNRS GM 1969                                                           |       |
| 'Grandpa Dickson'       | Hybride de thé | jaune      | 1966   | PIT & RNRS GM 1965; La Haye GM 1966; Belfast GM 1968; Portland GM 1970       |       |
| 'Benita'                | Floribunda     | jaune      | 1944   | Dublin GM 1990; Breeder's Choice 1995                                        |       |
| 'Whisper'               | Hybride de thé | blanc      | 2002   | All-America Rose Selection 2003                                              |       |